# Foe
Foe (no Brasil, Intruso) é um filme de 2023 de suspense de ficção científica dirigido por Garth Davis de um roteiro que ele co-escreveu com o escritor canadense Iain Reid, baseado no romance de mesmo nome de Reid em 2018. Uma coprodução australiana-estadunidana filmada na Austrália, o filme é estrelado por Saoirse Ronan, Paul Mescal e Aaron Pierre. A história principal gira em torno de um jovem casal, Hen e Junior, com problemas conjugais quando Junior é chamado para servir em uma estação espacial.
Foe estreou no Festival de Cinema de Nova Iorque em 30 de setembro de 2023. Foi lançado nos Estados Unidos pela Amazon MGM Studios em 6 de outubro de 2023 e na Austrália pela Transmission Films em 2 de novembro de 2023. No início de 2024, o filme estava disponível para transmissão no Amazon Prime Video. As performances dos atores foram elogiadas, mas, no geral, o filme recebeu críticas geralmente negativas dos críticos.

## Premissa
A vida de um casal é virada de cabeça para baixo quando um estranho chega à fazenda e informa ao marido que ele será enviado para uma grande estação espacial, e sua esposa será deixada na companhia de outra pessoa.

## Elenco
- Saoirse Ronan como Hen
- Paul Mescal como Junior
- Aaron Pierre como Terrance
- Jane Harber como Repórter de notícias
- Laura Gordon como Cliente OuterMore

## Produção
Foi anunciado em junho de 2021 que Garth Davis estaria dirigindo o filme, além de co-escrever com o autor do romance, Iain Reid. Saoirse Ronan, Paul Mescal e Lakeith Stanfield foram anunciados como protagonistas. Em outubro, Aaron Pierre foi escalado para substituir Stanfield.
As filmagens começaram em Melbourne em janeiro de 2022 e terminaram na Austrália do Sul em abril de 2022.

## Lançamento
Amazon Studios entrou em negociações para os direitos de distribuição em julho de 2021. Em 15 de agosto de 2023, juntamente com as primeiras imagens do filme, foi revelado que ele seria lançado pela Amazon Studios em 6 de outubro de 2023, nos Estados Unidos, antes que o distribuidor fosse renomeado para Amazon MGM Studios após a aquisição de Metro-Goldwyn-Mayer em 2022.
O filme estreou no Festival de Cinema de Nova Iorque de 2023 como parte da Spotlight Gala no dia 30 de setembro.
O filme estava programado para ser lançado na Austrália pela Transmission Films em 19 de outubro, antes de ser adiado para 2 de novembro de 2023.
Foe foi lançado no Prime Video em 5 de janeiro de 2024.

## Recepção
No Rotten Tomatoes, site agregador de críticas, 24% das 111 críticas do filme são positivas, com uma classificação média de 7,5/10. O consenso do site diz: "Paul Mescal e Saoirse Ronan dão tudo o que têm, mas acabam sendo atrapalhados pelas armadilhas de ficção científica desajeitadas e tentativas pesadas de gerar emoções psicológicas de Foe." O Metacritic, que utiliza uma média ponderada, atribuiu ao filme 44/100 pontos baseados em 34 críticas, indicando avaliações "mistas ou médias"..
Luke Goodsell escreveu para a ABC Arts após seu lançamento na Austrália: "Os indicados ao Oscar Ronan e Mescal são ambos artistas carismáticos e emocionantes, e dão a Hen e Junior uma rica sensação de amor e desprecia. Mas apesar do melhor esforço quente e incomodado das estrelas, o roteiro de Davis e Reid eventualmente os pendura para secar".